# Necro (Street Fighter)
Necro (naam bij geboorte Illia) is een personage dat werd bedacht door computerspellenfabrikant Capcom. Hij komt voor in de reeks gevechtsspellen van Street Fighter. Het personage was voor het eerst te zien in het spel Street Fighter III.
Necro is de derde van vier kinderen. Hij is van Russische afkomst.

## Achtergrond
Al vroeg in zijn leven werd Illia ontvoerd door de geheimzinnige organisatie van Gill. Hij werd gebruikt als menselijk proefkonijn voor het G-Project, tests met toxische biowapens. Necro's celstructuur en uiterlijk veranderden drastisch als resultaat van wijzigingen in zijn DNA en Illia werd omgetoverd in een prototype supersoldaat.
Later nam Necro deel aan het derde World Warrior-toernooi: Street Fighter III, bijgestaan door zijn vriendin en medemutant Effie. Het was de bedoeling dat hij eigenhandig wraak nam op Gill om zo zichzelf en Effie te verlossen van het G-Project.
Toen Necro uiteindelijk tegenover hem stond zou Necro door Gill zijn omgebracht als Effie hem niet had gered. Gills organisatie was bang dat de twee mutanten informatie over het G-Project wereldkundig maken en wilde ze daarom niet in leven laten. Sinds het eind van Street Fighter III: 3rd Strike worden Necro en Effie onophoudelijk op de hielen gezeten.

## Voorkomen
Necro's huid is deegkleurig wit met rode vlekken op zijn gezicht en schouders. Zijn ogen zijn gelig en hebben geen pupillen en zijn neus is lang en puntig. Hij draagt een paarse overall en grote laarzen met scheenbeschermers tot aan zijn knieën, alsook een metalen halsring om zijn nek. Zijn armen zijn slungelig door zijn elasticiteit.

## Technieken
Door de gentherapie heeft Necro een interne krachtbron en een cybernetische computer die zijn gevechtsbekwaamheid reguleert. Daarbij is hij in staat zijn lichaam op een bovennatuurlijke manier uit te rekken en te draaien, waardoor hij zelfs van een afstand slagen kan uitdelen, zoals ook Dhalsim uit Street Fighter II. Net zoals Blanka uit ditzelfde spel kan Necro elektriciteit opwekken.

## Citaten
- "The pain sensitivity of the flesh varies. Where does it hurt the most?"
- "What's that smell? That's the smell of freshly cooked brain matter!"
- "A little battery won't kill ya, or will it?"
- "You think I'm a freak? You should see some of these other characters!"

## Trivia
- Necro's vechtstijl vertoont overeenkomsten met die van Dhalsim. Beiden vallen aan met gebruik van hun elastische lichaamsdelen en hebben een drilbooraanval die midden in de lucht wordt uitgevoerd.
- Necro is het prototype van de mutant Twelve.
- Het voorvoegsel "necro-" is afkomstig van het Griekse "νεκρος" ("lijk" of "dode") en verwijst naar de dood.